# 奧地利-埃斯特的瑪麗亞·特蕾莎 (1817-1886)
奧地利-埃斯特的瑪麗亞·特蕾莎（義大利語：Maria Teresa d'Austria-Este，1817年7月14日—1886年3月25日），香波伯爵夫人，摩德納和雷焦公國公爵法蘭西斯科四世的女兒。
1846年，奧地利-埃斯特的瑪麗亞·特蕾莎(30歲)與表弟香波伯爵、正统派王位覬覦者亨利(25歲)結婚，兩人沒有子女。